# Allianz für Sicherheit in der Wirtschaft
Die Allianz für Sicherheit in der Wirtschaft e. V. (ASW Bundesverband) ist ein Interessenverband der deutschen Wirtschaft. Vor der Umbenennung im Jahre 2015 lautete sein alter Name Arbeitsgemeinschaft für Sicherheit der Wirtschaft.
Das wesentliche Ziel des Verbandes ist es, die Sicherheitsbelange der gewerblichen Wirtschaft gegenüber Politik und Verwaltung in Deutschland und Europa zu vertreten sowie die Vermittlung sicherheitsrelevanter Informationen zwischen Staat und Wirtschaft zu fördern.
Der Verband ist ein am Amtsgericht Berlin-Charlottenburg eingetragener Verein (VR 19931) und wird von einem hauptamtlichen Geschäftsführer geleitet.

## Ziele
Der Verband benennt in seiner Satzung die Verbandsziele wie folgt:
- gegenüber Politik und Verwaltung in Deutschland und Europa die Sicherheitsbelange der gewerblichen Wirtschaft fachkundig vertreten
- Zusammenarbeit zwischen Staat und gewerblicher Wirtschaft zur effizienten Wahrnehmung von Schutzbedürfnissen fördern.
- Kriminalprävention und Wirtschaftsschutz in der Wirtschaft fördern.
- Berufsausbildung und die berufliche Fort- und Weiterbildung im Bereich des Risiko- und Sicherheitsmanagements in der Wirtschaft fördern.
- Zusammenarbeit der Mitglieder in Fragen der betrieblichen Sicherheit fördern.

## Geschichte
1993 wurde der direkte Vorgänger, die Arbeitsgemeinschaft für Sicherheit der Wirtschaft, unter Mitwirkung des Deutschen Industrie- und Handelskammertags gegründet.
Ab 2008 gab es beim Bundesministerium des Innern einen „Ressortkreis Wirtschaftsschutz“. Dieser Kreis setzte sich zusammen aus der Arbeitsgemeinschaft für Sicherheit der Wirtschaft, den betroffenen Ministerien (Bundesministerium für Wirtschaft und Technologie, Auswärtiges Amt, Bundeskanzleramt) sowie Sicherheitsbehörden des Bundes (Bundesamt für Verfassungsschutz (BfV), Bundesnachrichtendienst, Bundeskriminalamt sowie Zollkriminalamt).
Der Ressortkreis tagte zweimal jährlich, um Informationen auszutauschen. Die Arbeitsgemeinschaft für Sicherheit der Wirtschaft übernahm hierbei die Aufgabe, Informationen aus dem Ressortkreis an die Unternehmen weiterzuleiten und Informationen aus den Unternehmen an den Kreis zu übermitteln. Der Ressortkreis ist zurzeit inaktiv.
Mit dem Führungswechsel 2012 von Jörg Peter zu Volker Wagner wurde eine Neuausrichtung der Vereinigung begonnen. In einem Interview mit Annabelle Schott-Lung für die Zeitschrift W&S benennt Wagner die folgenden Schwerpunkte:
- einen Imagewandel der ASW weg vom „Regelungsgeber und Kontrolleur“ zu „Sicherheit als Business Enabler“
- „Sicherheit als Designkriterium“ etablieren: Sicherheit muss integraler Bestandteil aller Prozesse werden
- Sicherheit als Differenzierungsmerkmal zu etablieren
- Sicherheit als Handlungsrahmen innerhalb von Gesetzen und Normen festzulegen

Am 22. Mai 2015 wurde im Zuge dieser Neuausrichtung – nach einer Aktualisierung der Verbandsziele und der Verabschiedung einer neuen Verbandssatzung – auch die Verbandsbezeichnung abgeändert (aktuelle Bezeichnung bis heute).

## Strukturen
Auf der Ebene der Bundesländer unterhalten regionale Verbände für Sicherheit in der Wirtschaft den direkten Kontakt zu den Unternehmen:
- Allianz für Sicherheit in der Wirtschaft Baden-Württemberg e.V. (ASW-BW)
- Allianz für Sicherheit in der Wirtschaft Mitteldeutschland e.V. (ASW-M)
- Allianz für Sicherheit in der Wirtschaft Norddeutschland e.V. (ASW Nord)
- Allianz für Sicherheit in der Wirtschaft Sachsen e.V. (ASW Sachsen)
- Allianz für Sicherheit in der Wirtschaft West e.V. (ASW West)
- Bayerischer Verband für Sicherheit in der Wirtschaft e.V. (BVSW)
- Verband für Sicherheit in der Wirtschaft Berlin-Brandenburg e.V. (VSW-BB)

Darüber hinaus wird der Kontakt zu einzelnen Berufsgruppen durch Fachverbände unterhalten.
Mitglieder des ASW Bundesverbandes sind zu diesem Zweck:
- Bundesverband unabhängiger deutscher Sicherheitsberater und -Ingenieure (BdSI)
- Bundesverband der mittelständischen Sicherheitsunternehmen (BVMS)
- Deutsches Fraud Forum (DFF)
- German Council of Shopping Centers

## Publikationen
Die Vereinszeitschrift ist die 1979 von dem Fernsehjournalisten Peter Hohl gegründete WIK – Zeitschrift für die Sicherheit der Wirtschaft (bis 1985 Vertraulicher Expertenbrief Wirtschaftskriminalität). Die Zeitschrift wird durch die SecuMedia Verlags-GmbH verlegt und erscheint sechsmal jährlich.
2003 avancierte die WIK zur meist abonnierten Sicherheitszeitschrift Deutschlands.Zur Startseite der WIK
Zusätzlich veröffentlicht der Verband regelmäßig Leitfäden und Positionspapiere zu aktuellen Sicherheitsthemen auf der verbandseigenen Webseite.

## Öffentlichkeitsarbeit
In der Folge der Globale Überwachungs- und Spionageaffäre 2013 stieg nach Pressemitteilungen das allgemeine Risikobewusstsein in der Wirtschaft. Dies ergab die die 11. WIK/ASW-Sicherheits-Enquete, eine Befragung von Sicherheitsexperten auf freiwilliger Basis. Demnach erwarteten ca. 2/3 der Experten eine zunehmende Gefährdung der Unternehmen durch Cyberkriminalität und sahen als größte Gefährdung Angriffe auf die Kommunikation und die Daten der Unternehmen. Die Arbeitsgemeinschaft für Sicherheit der Wirtschaft warnte in diesem Kontext allerdings, dass das Bewusstsein für Gefahren zwar ansteige, die Handlungsbereitschaft jedoch weiterhin zu niedrig sei.
Gemeinsam mit dem Bundesamt für Verfassungsschutz organisiert der ASW Bundesverband zusätzlich unter dem Motto Prävention durch Information eine jährliche Sicherheitstagung zum Wirtschaftsschutz. Zuletzt fand die Veranstaltung im Mai 2015 statt, das Thema des Jahres lautete Innentäter – eine unterschätzte Gefahr in Unternehmen. Der Verfassungsschutz veröffentlicht als verantwortlicher Herausgeber jährlich eine Informationsschrift zu dieser Tagung.